# Louis Adolphe Humbert de Molard
Pour les articles homonymes, voir Molard.
Le baron Louis Adolphe Humbert de Molard (Paris, 30 octobre 1800 - Paris 3e, 17 mars 1874) est un pionnier français de la photographie.

## Biographie
Fils du baron d'Empire Jean Claude François Humbert de Molard (1764-1833) et de Marie Louise Luce Justine Robillard d'Argentelle (1775-1844), Louis Adolphe naît dans une famille aisée, liée à un monde de militaires, négociants, juristes et parlementaires très ancré en Normandie.
Il commence des études de droit à Paris et semble s'intéresser aux sciences et techniques, se faisant une réputation de prestidigitateur dans certains cercles. Il est proche de son oncle maternel Louis Marc Antoine Robillard d'Argentelle qui a créé une importante collection de modèles de fruits en cire, collection dont il hérite en 1828 et que ses héritiers offriront au Muséum national d'histoire naturelle en 1887.
En 1832, il épouse Clara de Saint-Jean de Montfranc (1802-1841) dont il aura une fille, Louise (1832-1887) et un garçon, Gabriel (1834-1849). Le couple s'installe entre le manoir d'Argentelle (aujourd'hui Argentel), situé près de Manerbe dans le Calvados, et leur appartement parisien situé au 14 rue Notre-Dame-de-Nazareth.
Dès le début des années 1840, le baron Humbert de Molard s'intéresse aux premières techniques photographiques. Il fait partie de ces amateurs fortunés qui se passionnent pour cet art naissant. Après le décès de sa première épouse, il se remarie en 1843 avec Henriette Renée Patu, dessinatrice miniaturiste et lithographe, qui possède une terre à Lagny-sur-Marne.
De 1843 à 1850, il réalise une série de daguerréotypes mais privilégie peu à peu la technique du calotype, qu'il expérimente dès 1844. Il semble qu'il ait été formé en partie par son ami Hippolyte Bayard. Il utilise d'autres techniques, comme l'impression à l'albumine et le collodion humide. Il entre en contact avec Abel Niépce de Saint-Victor pour tenter d'améliorer certains procédés puis se fait le défenseur des techniques de développement promues par Gustave Le Gray.
Ses productions présentent des qualités picturales remarquables et révèlent une grande maîtrise des étapes techniques (éclairage, émulsion, développement). Il met en scène des activités liées au monde paysan, ainsi que plusieurs figures de genre, aidé par son intendant et modèle nommé Louis Dodier.
En 1854, il est membre fondateur de la Société française de photographie et cherche à promouvoir différentes techniques de développement sur papier à partir de négatifs et démissionne en 1864 pour raisons de santé. Il a publié ses recherches entre 1851 et 1866 dans La Lumière, qui fut un temps le bulletin de la Société héliographique de Paris.
Il est enterré à Manerbe.
Sa fille Louise Humbert de Molard épousera le vicomte Raoul Le Prévost d'Iray, dont les descendants feront legs des photographies de leur aïeul en 1981 au musée d'Orsay à Paris.

## Collections publiques
Aux États-Unis
- New York, Metropolitan Museum of Art : Écossage d’haricots, 1851[8]

En France
- Lagny-sur-Marne, musée Gatien-Bonnet
- Paris, Société française de photographie
- Paris, Bibliothèque nationale de France, département Estampes et photographie : Recueil. Photographies négatives d'Adolphe Humbert de Molard [15]
- Paris, musée d'Orsay :
  - Fonds de négatifs papier[9]
  - Portrait de Louis Dodier, la joue appuyée sur la main, vers 1845, daguerréotype[10]
  - Portrait de Louis Dodier, de face avec des outils, vers 1845, daguerréotype[11]
  - Louis Dodier en prisonnier, 1847, daguerréotype[12]
  - Maison de retraite de la Rochefoucauld, avenue René-Coty, Paris 14e, vers 1847, daguerréotype[13]
  - Scène paysanne : le dépeçage du porc, vers 1847, papier salé[14]

## Galerie

Photographies de Louis Adolphe Humbert de Molard
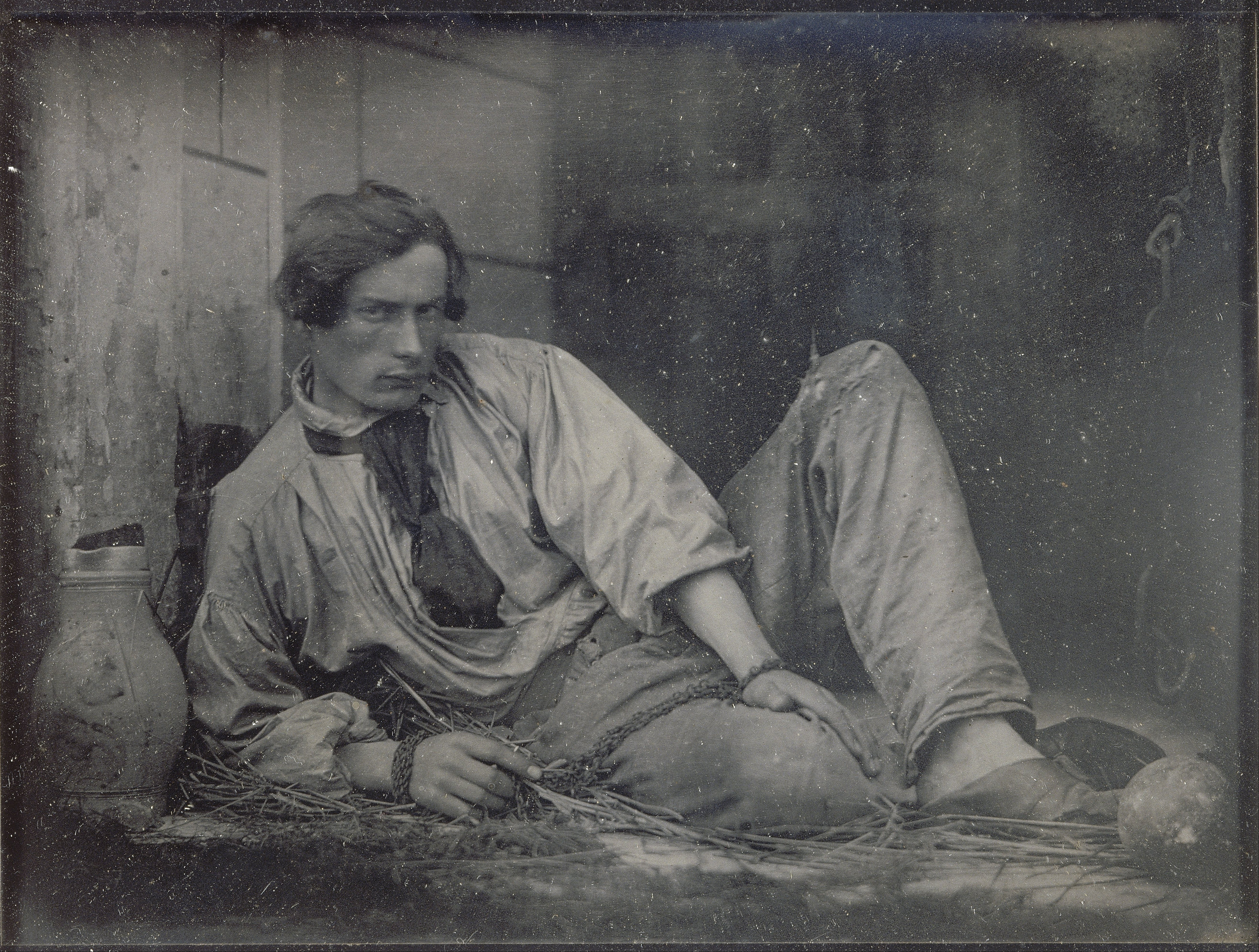
Louis Dodier en prisonnier (1847), Paris, musée d'Orsay.
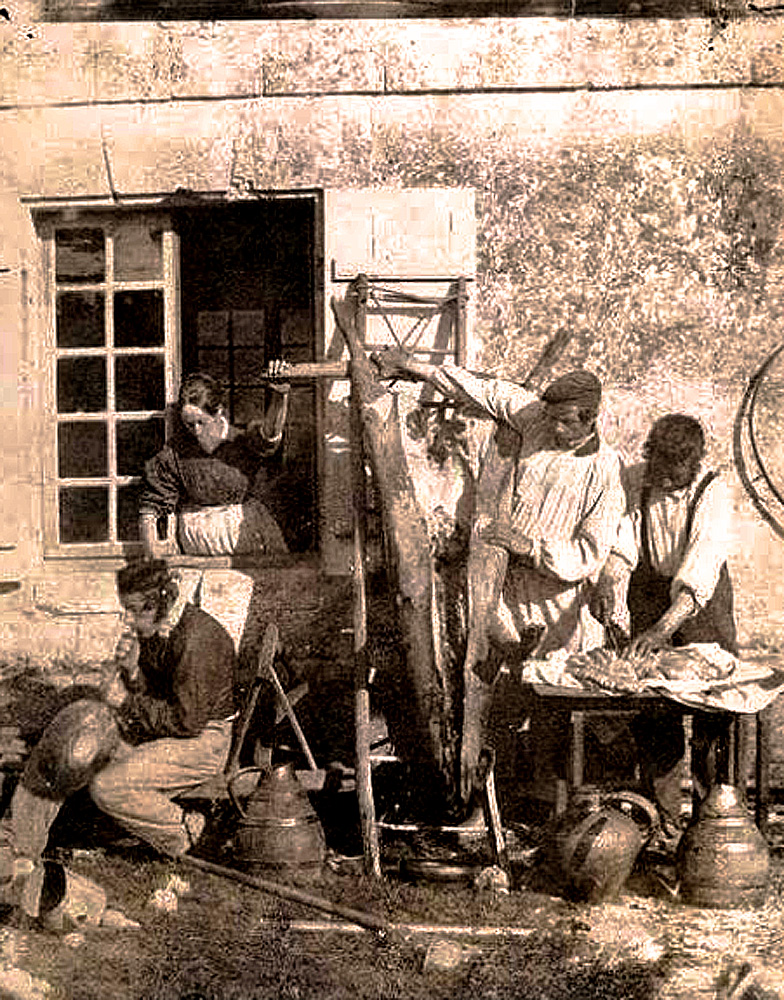
Scène paysanne : le dépeçage du porc (vers 1847), Paris, musée d'Orsay.

## Exposition
- Éclats de photographies. Humbert de Molard et les artistes contemporains[15], Lagny-sur-Marne, musée Gatien-Bonnet, du 25 octobre au 15 décembre 2011.